# Nothomiza flavicosta
Nothomiza flavicosta är en fjärilsart som beskrevs av Louis Beethoven Prout 1914. Nothomiza flavicosta ingår i släktet Nothomiza och familjen mätare. Inga underarter finns listade i Catalogue of Life.